# Half-Earth
Half-Earth é o primeiro livro de Edward Osborne Wilson lançado em 2016.

## Reviews
- «Half-Earth: our planet's fight for life». Kirkus Reviews. 84 (1). 222 páginas. 1 de janeiro de 2016
- Begley, Sarah (14 de março de 2016). «Half-Earth». Time. 187 (9). 20 páginas
- Dreifus, Claudia (setembro de 2015). «E.O. Wilson's (next) big idea». Audubon. 117 (5): 46–49
- Grant, Bob (1 de abril de 2016). «Half-Earth: our planet's fight for life». The Scientist. 30 (4). 83 páginas
- Griffiths, Christine J. (18 de março de 2016). «Back to nature». Science. 351 (6279): 1271–1271. doi:10.1126/science.aaf1485
- Hoffert, Barbara (1 de outubro de 2015). «Half-earth: our planet's fight for life». Library Journal. 140 (16). 56 páginas
- Kuipers, Dean (março de 2016). «Captain Planet: the case for setting aside half the planet». Outside. 41 (2): 26–27
- McKie, Robin (11 de abril de 2016). «Half-Earth: our planet's fight for life by Edward O Wilson: review». The Guardian
- Purdy, Jedediah (abril de 2016). «A wild way to save the planet». The New Republic. 247 (4): 77–79
- Seaman, Donna (15 de fevereiro de 2016). «Half-Earth: our planet's fight for life». Booklist. 112 (12): 13–14
- Richard Horton Offline: Planetary health's next frontier—biodiversity The Lancet, Volume 390, No. 10108, p2132, 11 November 2017.